# Meurtres à Calcutta
Pour plus de détails, voir Fiche technique et Distribution.
Meurtres à Calcutta (titre original : Calcutta) est un film américain réalisé par John Farrow et sorti en 1947.
Son tournage commence en octobre 1945 à Hollywood. 

## Synopsis
Neale Gordon, Pedro Blake et Bill Cunningham possèdent un avion qui fait les vols commerciaux entre Chungking et Calcutta. Un jour, Bill est retrouvé assassiné. Ses deux amis décident de mener l'enquête, et, à cette occasion, Neale rencontre la fiancée de Bill, Virginia Moore, dont il s'éprend. Mais bien vite, les pilotes découvrent que leur appareil sert de moyen de transport pour un trafic de diamants, et que Virginia, elle-même, est la complice des contrebandiers...

## Fiche technique
- Titre : Meurtres à Calcutta
- Titre original : Calcutta
- Réalisation : John Farrow
- Scénario : Seton I. Miller
- Chef opérateur : John F. Seitz
- Effets visuels : Collaborateurs divers, dont Loyal Griggs, Devereaux et Gordon Jennings (les deux premiers non crédités)
- Musique : Victor Young
- Montage : Archie Marshek
- Décors : Jack Concolda, Sam Comer
- Direction artistique : Franz Bachelin, Hans Dreier
- Costumes : Dorothy O'Hara
- Assistant réalisateur : Herbert Coleman
- Production : Seton I. Miller pour Paramount Pictures
- Pays de production :  États-Unis
- Langue : anglais
- Format : noir et blanc – 35 mm – 1,37:1 – mono (Western Electric Recording)
- Genre : drame, crime
- Durée : 83 minutes
- Date de sortie : 
  - États-Unis : 23 avril 1947
  - France : 13 octobre 1948
- Affiche : Boris Grinsson (France)

## Distribution
- Alan Ladd : Neale Gordon
- Gail Russell : Virginia Moore
- William Bendix : Pedro Blake
- June Duprez : Marina Tanev
- Lowell Gilmore : Eric Lasser
- Edith King : Mme Smith
- Paul Singh : Mul Raj Malik
- Gavin Muir : Inspecteur Kendricks
- John Whitney : Bill Cunningham
- Benson Fong: le jeune chinois
- Jimmy Aubrey : Mac, le mécanicien
- Lal Chand Mehra (non crédité) : un capitaine